# Aartsbisdom Vilnius
Het aartsbisdom Vilnius (Latijn: Archidioecesis Vilnensis; Litouws: Vilniaus arkivyskupija) is een in Litouwen gelegen rooms-katholiek aartsbisdom met zetel in de stad Vilnius. De aartsbisschop van Vilnius is metropoliet van de kerkprovincie Vilnius waartoe ook de volgende suffragane bisdommen behoren:
- Kaišiadorys
- Panevėžys

## Geschiedenis
Het bisdom Vilnius is ontstaan in de 14e eeuw toen het gebied na het huwelijk met Hedwig van Polen (-1399) en de bekering van Wladislaus II Jagiello werd gekerstend.
Nadat Vilnius in 1922 door Polen werd geannexeerd zag paus Pius XI zich genoodzaakt naast de Litouwse kerkprovincie met zetel in Kaunas ook Vilnius tot aartsbisdom te verheffen. Dit gebeurde op 28 oktober 1926. Tegelijkertijd werden de suffragane bisdommen Kaišiadorys en Panevėžys opgericht uit hetzelfde grondgebied.
Na de Tweede Wereldoorlog kwam een gedeelte van het aartsbisdom op Pools grondgebied te liggen. Bij de reorganisatie van de Litouwse kerk in 1991 werd dit deel van het aartsbisdom verheven tot het Poolse bisdom Białystok.

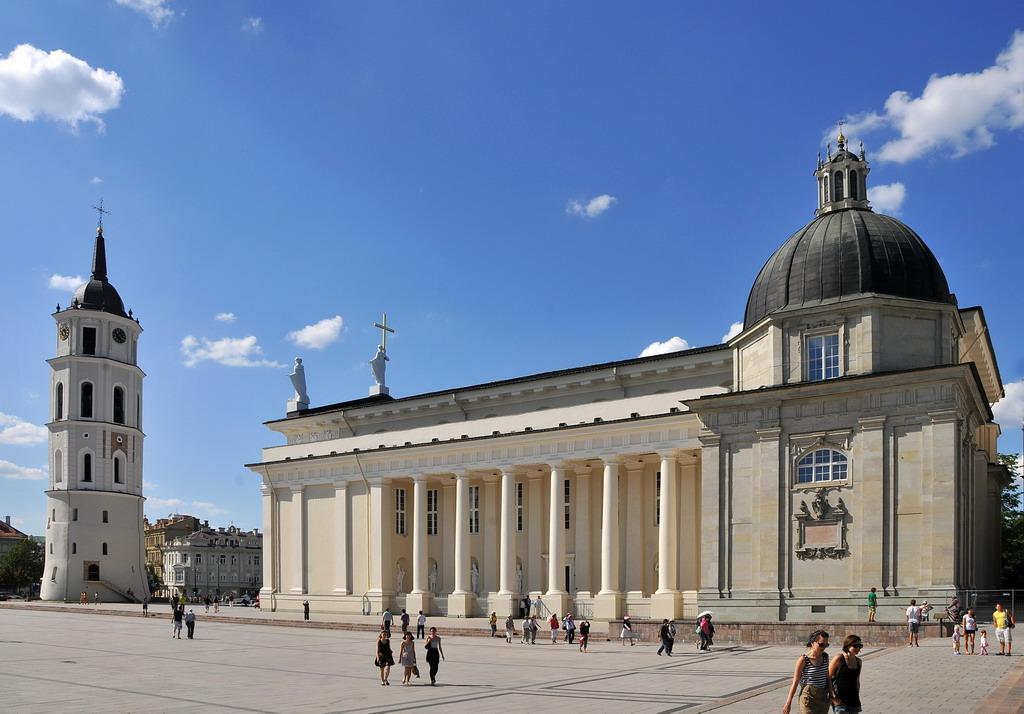
Kathedraal van Vilnius